# Rolshausenia
Rolshausenia es un género de foraminífero bentónico considerado un sinónimo posterior de Ammonia de la subfamilia Ammoniinae, de la familia Rotaliidae, de la superfamilia Rotalioidea, del suborden Rotaliina y del orden Rotaliida. Su especie tipo era Rotalia rolshauseni. Su rango cronoestratigráfico abarcaba el Holoceno.

## Clasificación
Rolshausenia incluye a la siguiente especie:
- Rolshausenia rolshauseni